# 의령 봉황대
봉황대는 의령군 궁류면 평촌리, 이곳에서 벽계저수지를 향해 꺾어드는 길 초입의 산과 바위 그리고 정자이름이 모두 봉황대다.
의령읍에서 동북간으로 의령 기점 약20km 지점에 있는 봉황대는 한마디로 기암괴석이 연출하는 일대장관이다.
봉황대 돌계단을 따라서 오르면 암벽사이로 자연 동굴이 하나 있고 이 동굴을 지나면 좁은 석문이 앞을 가로 막는다.
이 석문을 간신히 빠져 나서면 또 다시 동굴을 하나 만나게 되는 데 이곳에는 사시사철을 철철이 넘쳐흐르는 약수터가 있어, 봉황대를 찾는 이들은 여기서 일단 시원한 목을 축이기도 한다.
봉황대 중턱에는 약간의 평지를 깎아 누대 하나가 있는데 이것이 바로 봉황루이다.
50여명이 앉아 놀 수 있는 봉황새의 머리처럼 생긴 이 봉황루에서는 인근의 유생들에 의해 잦은 시화 모임도 있었다고 한다. 바로 옆에는 세계 최대 동굴법당으로 잘 알려진 일붕사라는 큰 절이 있어 불자들의 내왕이 많은 곳이다.

## 발췌문헌
- 《창의-인성교육을 위한 의령 체험활동 길라잡이2》, 경상남도의령교육지원청, 2012
- 봉황대 안내문 내용 참조 (의령군청, 경상남도의령군)